# 蔣仁
蔣 仁（しょう じん、1743年 - 1795年）は、中国清朝中期の篆刻家・書家である。西泠四家に加えられる。
もとの名は泰、字は階平といったが、入手した漢印に「蔣仁」と刻してあったことに因んで改名した。号は山堂・吉羅居士・女牀山民・罨画渓山院主。杭州府仁和県の人。

## 略伝
艮山（浙江杭州城東北にある門の名）の門外にある四阿に住んだ。孤高な性格で人との付き合いが少なく、一度も仕官することなく布衣として過ごした。
書は米芾・王羲之・王献之・孫過庭・顔真卿・楊凝式に学び、その行書・楷書は当代第一と謳われた。また格調高い詩文を詠んだ。
篆刻は丁敬に直接師事した。力強く素朴な風格ある作風だったが、人に渡ることが少なく、作品はあまり伝存していない。

## 著書
- 『吉羅居士印譜』